# Konrad Dybowski (naukowiec)
Konrad Michał Dybowski (ur. 20 listopada 1975 w Opocznie) – polski naukowiec, nauczyciel akademicki, profesor Politechniki Łódzkiej, doktor habilitowany nauk technicznych, inżynier.

## Życiorys
W 2001 roku ukończył jednolite studia magisterskie na Wydziale Mechanicznym Politechniki Łódzkiej, uzyskując tytuł zawodowy magistra inżyniera, specjalność: inżynieria materiałowa i w tym też roku rozpoczął studia doktoranckie na tym samym wydziale. W 2002 roku zatrudniony został w Instytucie Inżynierii Materiałowej Politechniki Łódzkiej na stanowisku asystenta. W 2005 roku ukończył studia doktoranckie i obronił z wyróżnieniem doktorat w dziedzinie nauk technicznych, w dyscyplinie: inżynieria materiałowa. W tym samym roku awansował na stanowisko adiunkta, kontynuując prace naukowo-badawczą i dydaktyczną w Instytucie IM PŁ. W 2014 roku Rada Wydziału Mechanicznego Politechniki Łódzkiej nadała mu stopień naukowy doktora habilitowanego nauk technicznych w dyscyplinie inżynieria materiałowa na podstawie oceny dorobku naukowego i przedstawionej rozprawy habilitacyjnej pn. Wysokowydajne nawęglanie niskociśnieniowe stali. Wyniki badań zaprezentowane w rozprawie zrealizował m.in. w ramach projektu AeroNet Dolina Lotnicza - Nowoczesne technologie stosowane w przemyśle lotniczym. Od 2019 roku zatrudniony jest na stanowisku profesora nadzwyczajnego, a następnie profesora uczelni na Wydziale Mechanicznym Politechniki Łódzkiej, pełni funkcję kierownika Zakładu Inżynierii Powierzchni i Obróbki Cieplnej w Instytucie Inżynierii Materiałowej.
Od 2021 roku zasiada w Radzie ds. Stopni Naukowych w dyscyplinie inżynieria mechaniczna, inżynieria materiałowa, od 2019 roku w Radzie Dyscypliny inżynieria materiałowa i Radzie Kierunku inżynieria materiałowa / materiały i technologie.
Współtwórca technologii wytwarzania grafenu wielkopowierzchniowego metodą metalurgiczną (grafen HSMG®), technologii nawęglania niskociśnieniowego PreNitLPC® oraz FineCarb®. W swojej pracy naukowo-badawczej zajmuje się wytwarzaniem i zastosowaniem kompozytów na bazie grafenu i jego pochodnych do oczyszczania wody oraz obróbką cieplną i cieplno-chemiczną stali.
Zrealizował 25 projektów naukowo–badawczych i badawczo–rozwojowych w tematyce związanej głównie z wytwarzaniem i zastosowaniem grafenu oraz obróbką cieplno-chemiczną stali, wykonywanych w konsorcjach naukowo - przemysłowych, z m.in..: Seco Warwick S.A., Amii Sp. z o.o., Advanced Graphene Products S.A., Hart-Tech Sp.  z o.o., Bełchatowsko Kleszczowski Park Przemysłowo Technologiczny Sp. z o.o.
Autor 16-stu patentów na wynalazek, w tym 5 zagranicznych (obszar ochrony USA, Europa). 
Autor ponad 70 publikacji naukowych (w tym ponad 50 w j.ang.), opublikowanych w czasopismach naukowych krajowych i zagranicznych, cytowanych ponad 800 razy oraz jednej monografii i kilku rozdziałów w monografiach (w tym w Encyclopedia of Iron, Steel, and Their Alloys, Wyd. Taylor & Francis Group, 2016).

## Odznaczenia i wyróżnienia
- Brązowy Krzyż Zasługi za osiągnięcia naukowe, 2018[13]
- Medal Komisji Edukacji Narodowej za osiągnięcia dydaktyczne, 2022[14]
- laureat IV edycji Nagrody Gospodarczej Wojewody Łódzkiego w kategorii „Wynalazek w dziedzinie produktu i technologii” za technologię nawęglania wyrobów stalowych przy obniżonym ciśnieniu wraz z metodą komputerowego projektowania warstwy nawęglonej, 2007[15]
- srebrny medal na Międzynarodowej Wystawie Wynalazków, Innowacyjności i Technologii ITEX’13 MALAYSIA w Kuala Lumpur za technologię wytwarzania polikrystalicznego grafenu, 2013,
- dyplom Ministra Nauki i Szkolnictwa Wyższego za projekt pt.: ”Technologia wytwarzania polikrystalicznego grafenu na skalę przemysłową”, 2014,
- złoty medal na International Invention Design Competition Hong Kong, 2017, za rozwiązanie: Lightweight composite with mineral filling,
- dyplom Ministra Nauki i Szkolnictwa Wyższego za projekt pt.: ”Lekki kompozyt konstrukcyjny  z wypełnieniem mineralnym”, 2018
- laureat Polskiej Nagrody Inteligentnego Rozwoju 2021 w kategorii: „Innowacyjne technologie i badania przyszłości” za realizację projektu pt: „Materiały kompozytowe na bazie grafenu przeznaczone do oczyszczania wody”, 2021
- srebrny medal na międzynarodowej wystawie wynalazków „International Warsaw Invention Show IWIS 2022 za rozwiązanie pn.„Composite filter membrane and the method of its production”,
- brązowy medal na międzynarodowej wystawie wynalazków IPITEX w Bangkoku, za rozwiązanie pn. Method of producing composite electrode for electrodeionization for water based on cross-linked graphene oxide,  2023
- złoty medal na międzynarodowej wystawie wynalazków iCAN w Toronto, za rozwiązanie pn. Method of producing composite electrode for electrodeionization for water based on cross-linked graphene oxide,  2023.